# Vodojem na Vinici
Vodojem na Vinici je secesní vodojem v Pardubicích, části Pardubičky, v místě, kde se říká Na Vinici. Stavba je chráněna jako kulturní památka České republiky. Dnes slouží pouze jako záložní zdroj vody pro blízkou Krajskou nemocnici Pardubice.

## Historie
Vodojem byl vystavěn v letech 1906–1907 na malém vrchu Vinice (233 m) podle návrhu architekta Františka Sandery. Je to zřejmě první železobetonový vodojem v Česku. Celá stavba tvarem připomíná hřib. Fasáda je secesní a nese desku „Vodojem královského komorního města Pardubice, LP 1907“ s městským znakem. Na vrcholu vodojemu je vyhlídková terasa přístupná po točitém schodišti vnitřkem budovy. Vodojem sloužil několik desítek let, ale ztratil svůj význam hlavně po výstavbě velkých městských čtvrtí, které si vyžádaly větší dodávky pitné vody, na které tento vodojem nestačil.